# Iglesia de San Pedro Apóstol (Villar del Pedroso)
La iglesia de San Pedro Apóstol es un templo  de la localidad española de Villar del Pedroso, en la provincia de Cáceres.

## Descripción
El inmueble se encuentra en la localidad cacereña de Villar del Pedroso, en la comunidad autónoma de Extremadura. La construcción del edificio original podría remontarse al siglo XIII. El templo cuenta con un notable retablo mayor, que data de la segunda mitad del siglo XVI. El campanario cuenta con restos de una antigua espadaña integrados en su estructura. Aparece mencionada en el Diccionario geográfico-estadístico-histórico de España y sus posesiones de Ultramar (1850) de Pascual Madoz, obra en la que se comenta que la parroquia tenía por entonces curato de entrada de provisión ordinaria.